# Cynanchum acutum

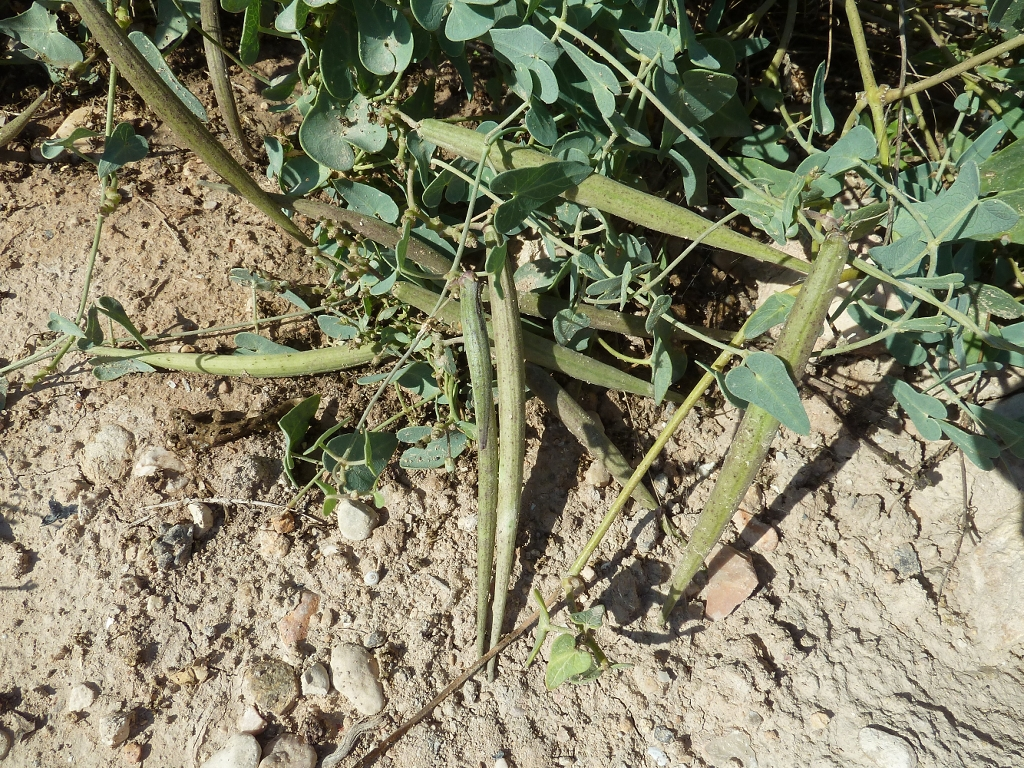
Fruits immadurs in situ.

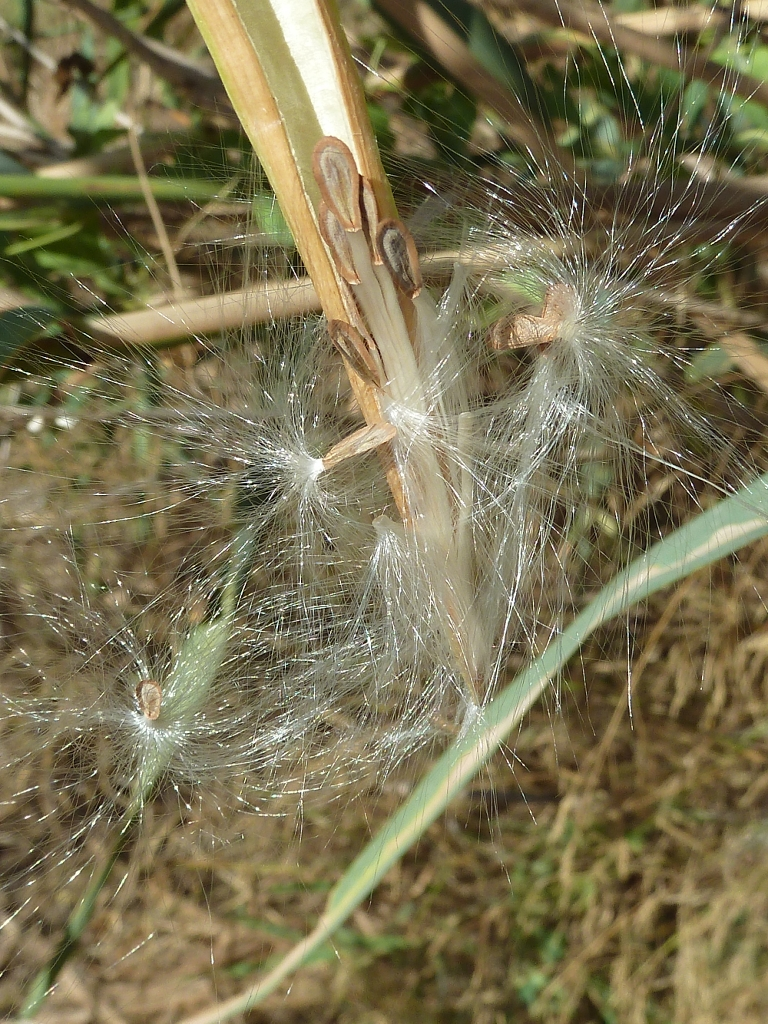
Fruit madur obert i llavors alades amb plomall.

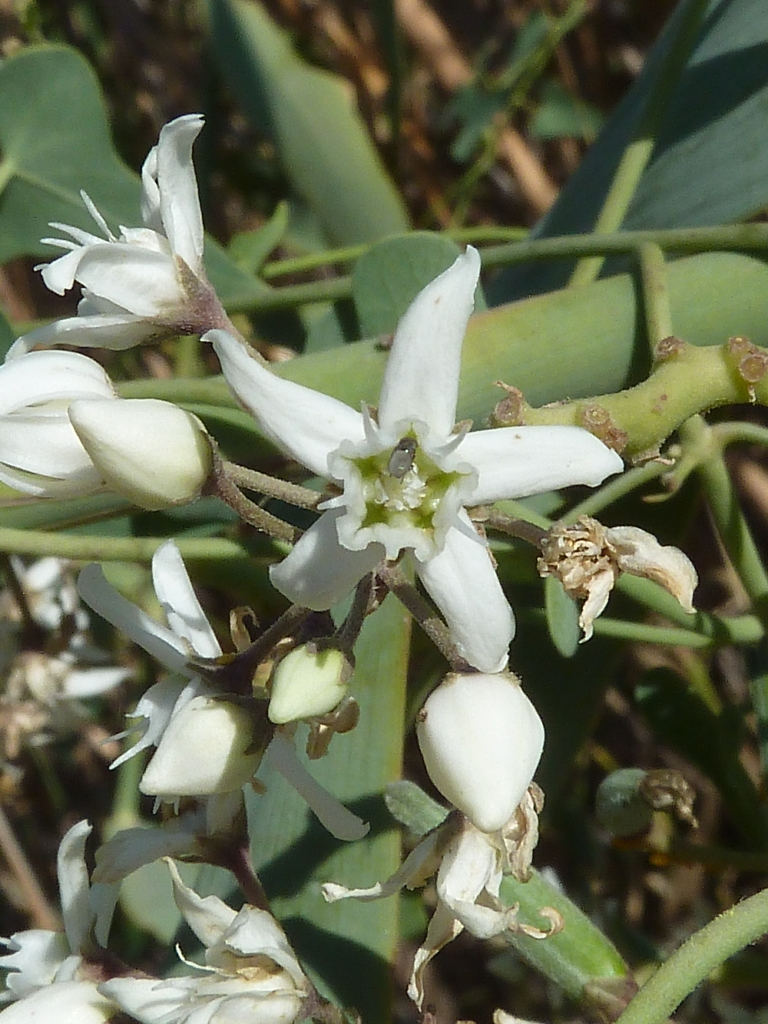
Flores

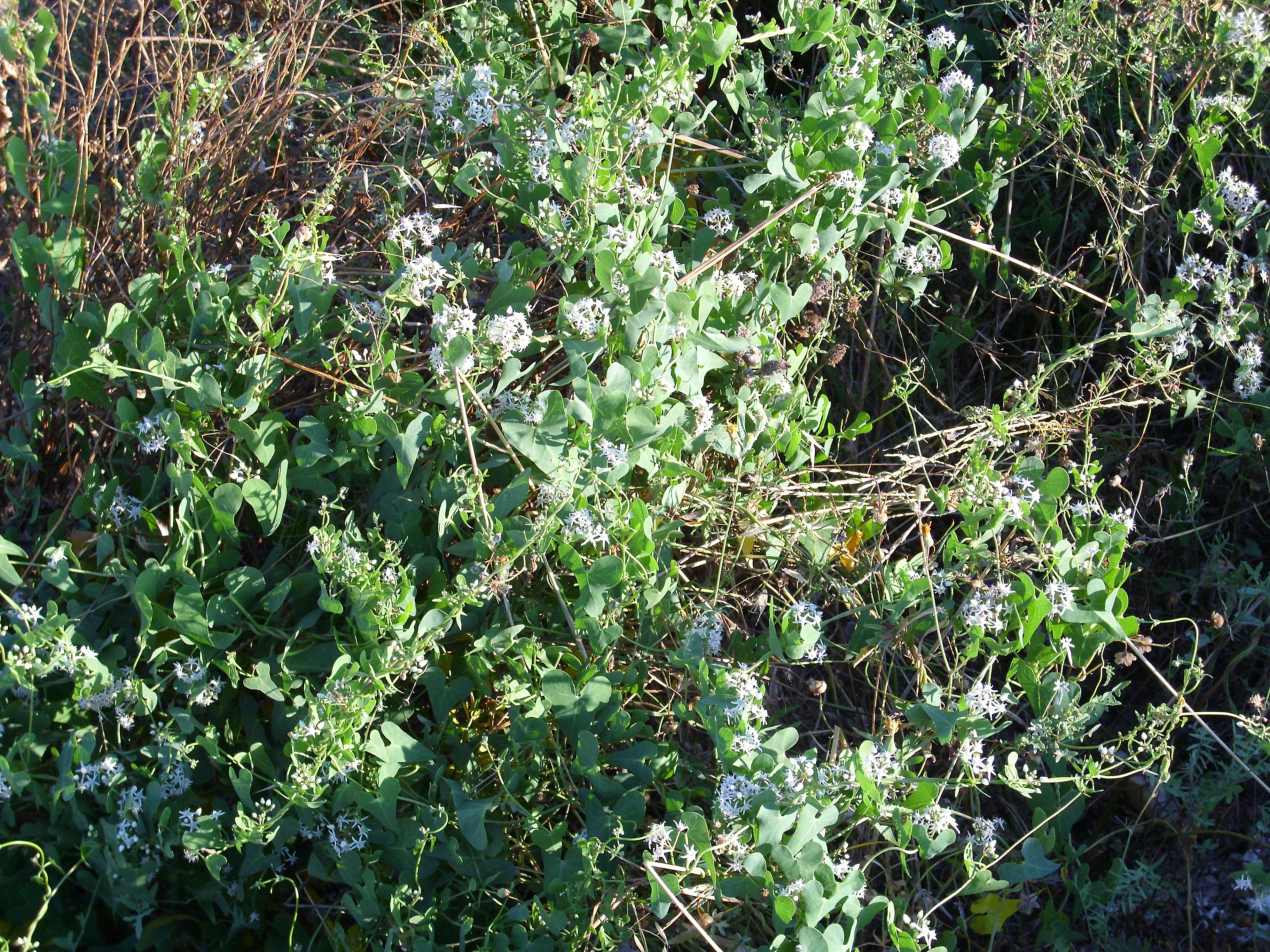
En el seu hàbitat

Cynanchum acutum, el matacà —entre altres nombrosos noms comuns—, és una espècie de planta enfiladissa del gènere Cynanchum de la família Apocynaceae.

## Descripció
És una herba perennifòlia trepadora de fins de 4 m d'altura amb tiges peloses i volubles. Les fulles, de 2-8 per 1-6 cm, són oposades, triangulars, basalment cordades o lobades, amb lòbul basal de 0,5-3 cm, senceres, peloses i amb un pecíol d'1-2,5 cm. Les inflorescències són cims axil·lars, amb 15-30 flors, amb peduncles de 12-20 mm, pelosos. Les bràctees, d'uns 1-2 per 0,2-0,4 mm són linears, promptament caduques. Les flors tenen pedicels de 4-8,5 mm. El calze presenta 5 lòbuls d'1-2,5 per 0,4-1,5 mm, triangular-lanceolats, escassament pelosos. La corol·la té 5 pètals de 5-7 per 2-3 mm, triangular-lanceolats, erectes, glabres o amb pèls escampats en la seva cara adaxial, blanc-rosats; la corona, doblement pentàmera, és de color rosat o purpúries, amb apèndixs estaminals de 4,5-7 mm, parcialment adnats als filaments estaminals i acabats en un apèndix agut, amb altres interestaminals de 2,5-4 mm, fusionats. Els fruits són fol·licles, de 8-20 per 7-9 mm, fusiformes, pènduls, inermes (però una mica tomentosos quan immadurs), marrons en la maduració, amb llavors de 6-7 per 2,5-4 mm, piriformes, aplanades, alades, marrons, de superfície crispada, i amb vilà apical d'uns 3 mm, sedós, de color blanc.

## Hàbitat i distribució
És una espècie nativa del Mediterrani fins als Urals el subcontinent indi.
En la península ibèrica, està repartida en tot el territori, sobretot al Nord i la costa del Mediterrani, i és molt estranya a l'Oest
Abunda en llocs humits i arenals, hortes, pujols i litorals. Floreix de juny fins a setembre, del nivell de la mar fins a 900 m d'altitud.

## Usos i propietats
El làtex conté cinancol, mescla de cinancocerina i cinanchina; es qualla en una massa brunenca que té propietats purgants.

## Taxonomia
Cynanchum acutum va ser descrita per Carl von Linné i publicat en Species Plantarum 1: 212. 1753.
Etimologia
Cynanchum: nom genèric que prové del llatí cynánchum, -i, derivat del grec κύναγχον, kýnanchon que, segons Dioscòrides, és un altre nom per al ἀπόκυνον, apókynon del qual les fulles «pastades amb ensunya (substància greixosa) i donades a menjar als gossos, a les panteres, als llops, a les guilles, els maten»; del Grec κυνο-, kyno- "gos" i el verb ἄγχω, ánkhō "escanyar, ofegar", és a dir Matacà, que és un dels noms vernaculars de l'espècie C. acutum en català, espècie corrent a Catalunya i la península ibèrica.
acutum: epítet llatí
Tàxons infraespecífics acceptats
- Cynanchum acutum subsp. sibiricum (Willd.) Rech.f. - sense.: Cyathella cathayensis (Tsiang & H.T.Zhang) C.I.Wu & D.z.li,

Sinonímia
- Cynanchum excelsum Desf.
- Cynanchum fissum Pomel
- Cynanchum hastatum Lam.
- Cynanchum maritimum Salisb.
- Cynanchum monspeliacum L.
- Solenostemma acutum (L.) Wehmer
- Vincetoxicum acutum (L.) Kuntze
- Vincetoxicum excelsum (Desf.) Kuntze[8]

Citologia
Nombre de cromosomes: 2n = 18.